# Planoheronallenia
Planoheronallenia es un género de foraminífero bentónico considerado un sinónimo posterior de Heronallenia de la familia Heronalleniidae, de la superfamilia Glabratelloidea, del suborden Rotaliina y del orden Rotaliida. Su especie tipo era Planoheronallenia wenmanensis. Su rango cronoestratigráfico abarcaba el Holoceno.

## Clasificación
Planoheronallenia incluía a las siguientes especies:
- Planoheronallenia albemarliana
- Planoheronallenia mirabilis
- Planoheronallenia wenmanensis

Otra especie considerada en Planoheronallenia es:
- Planoheronallenia nodulosa, de posición genérica incierta